# Castello (sestiere)
Castello je jedan od šest sestiera u Veneciji, u Sjevernoj Italiji, površinom najveći kvart u Veneciji od 186 hektara.U kvartu Castello živi oko 18 000 stanovnika.(2006.)

## Povijest
Ovaj sestiere dobio je ime po rano srednjovjekovnoj utvrdi - kaštelu koja se nalazila na otoku Olivolo (danas San Pietro di Castello) to je bilo jedno od prvih naselja uz Rialto u Venecijanskoj laguni.
Od 7. stoljeća San Pietro di Castello je sjedište Venecijanske biskupije i to je bio sve do 1807. kad ga je Napoleon premjestio u Baziliku sv. Marka, koja je do tad zapravo bila privatna kapela venecijanskih duždeva.  U 9. stoljeću izgrađena je crkva San Pietro di Castello, ona je bila sjedište biskupije i katedrala Venecije do 1807.
Castello je počeo rasti od 13. stoljeća kad se počeo širiti Arsenal središte moći Mletačke Republike.
Površina Castella je povećana za napoleonske uprave u Veneciji kad su isušeni i dosipavanjem zemlje napravljeni Gardini di Castello, gdje je danas smješten Venecijanski bijenale i dosipavanjem zemlje oko otoka Sant’Elena u 20. stoljeću.

## Znamenitosti
Najpoznatiji dio ovog kvarta je Arsenal, brodogradilište i ratna luka Mletačke Republike, koji se prostire na 45 hektara i dijeli ovaj sestiere napola.
U sestieru Castello uz nekadašnju venecijansku katedralu San Pietro di Castello, poznate su još i bratovšine Scuola Grande di San Marco i Scuola di San Giorgio degli Schiavoni i crkve; Santa Maria Formosa, San Zaccaria, Zanipolo i palače; Donà i Venier
Most Ponte della Paglia preko kanala Rio di Palazzo povezuje Castello s kvartom San Marco.

## Vanjske poveznice
- Sestiere di Castello - Venice tourism (engl.)